# Kołomna (przystanek kolejowy)
Kołomna (ros. Коломна) – przystanek kolejowy w miejscowości Kołomna, w rejonie kołomieńskim, w obwodzie moskiewskim, w Rosji. Położony jest na linii Moskwa – Riazań.

## Historia
Przystanek powstał w XIX w. pomiędzy stacjami Pieski i Gołutwin.